# Michel Bizot (metropolitana di Parigi)
Michel Bizot è una stazione sulla linea 8 della metropolitana di Parigi  ed è ubicata nel XII arrondissement di Parigi.

## La stazione
La stazione venne aperta nel 1931 ed il suo nome è legato al generale Michel Bizot (1795-1855) che fu direttore della scuola École polytechnique. Egli morì in combattimento nel corso dell'assedio di Sebastopoli durante la guerra di Crimea.

## Accessi
- 253, avenue Daumesnil / 122, rue de Picpus
- 252, avenue Daumesnil / 124, rue de Picpus
- 238, avenue Daumesnil

## Interconnessioni
- Bus RATP - 46